# Stélio Valle
Stélio Romero do Valle (Fortaleza, 25 de maio de 1950 — Fortaleza, 10 de janeiro de 2008) foi um compositor brasileiro.
Teve canções registradas por intérpretes como Fagner, Nara Leão, Núbia Lafayete, Lúcio Ricardo, Ednardo, Fhátima Santos, Kátia Freitas e Paulo Rossglow. 
Participou da coordenação musical do LP duplo Massafeira Livre, um marco na produção musical cearense na passagem da década de 1970 para a de 1980.
Faleceu em janeiro de 2008, em decorrência de um AVC.

## Discografia
- Brilho (1979)
- Massafeira Livre (1980)
- Ser feliz (1999)